# Пеларгония щитовидная
Пеларгония щитовидная (лат. Pelargonium peltatum) — вид растений рода Пеларгония (Pelargonium), семейства Гераниевые (Geraniaceae), родом из ЮАР.

## Название
Родовое латинское (научное) название Pelargonium происходит от греч. pelargos — «аист». Это связано с формой созревающих плодов, которые напоминают клюв аиста.
Видовой латинский эпитет peltatum происходит от лат. peltatus — «щитовидный», исходя из формы листьев.

## История

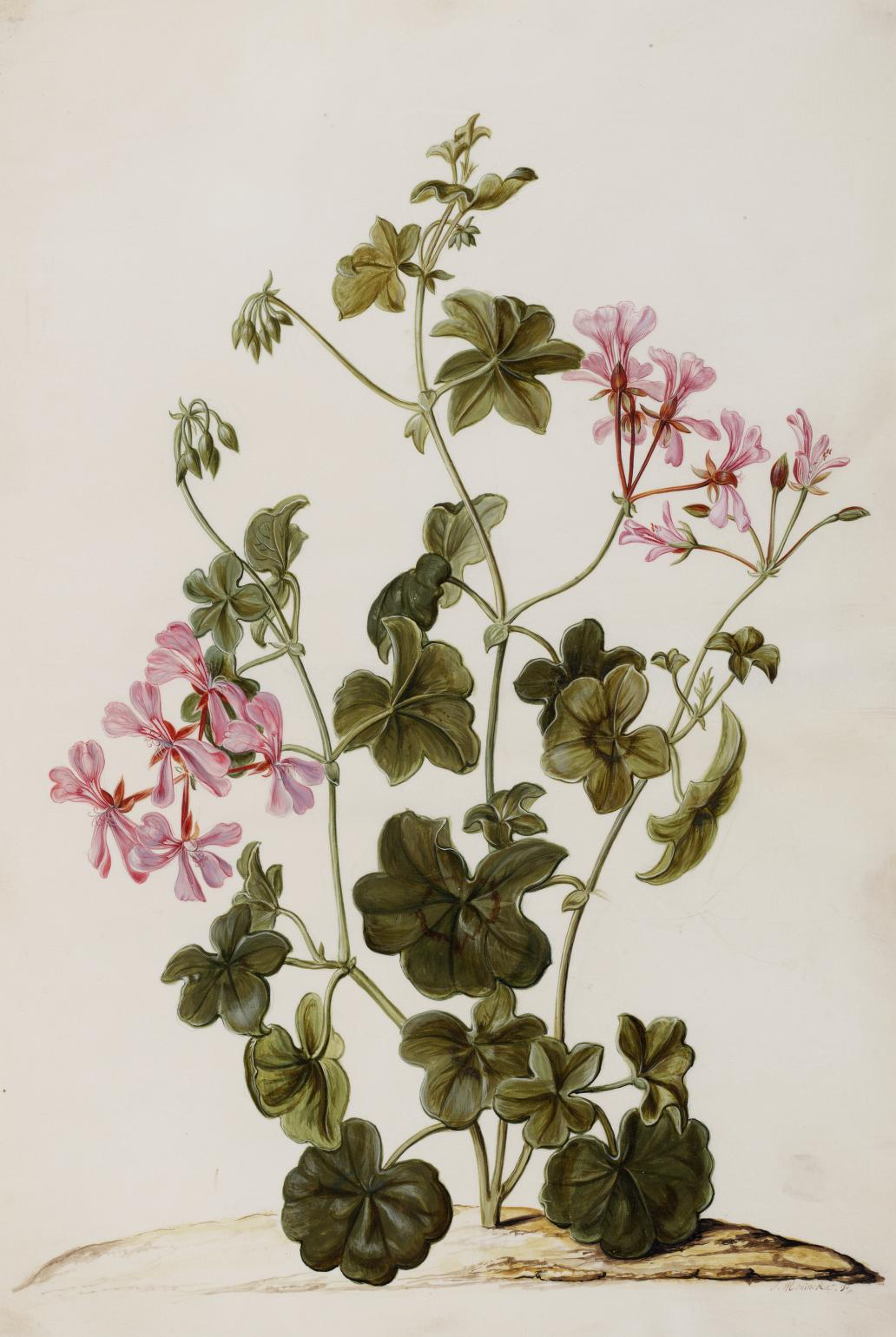
Ботаническая иллюстрация

Растение, было впервые завезено в Нидерланды Виллемом Адрианом ван дер Стелом (Willem Adriaan van der Stel) в 1700 году. В Великобританию этот вид был ввезён сэром Фрэнсисом Массоном в 1774 году.

## Описание
Многолетнее растение с хрупкими висячими стеблями, которые могут достигать ширины до 3 футов (0,9 м). У растения имеются плотные, щитовидные, лопастные листья, средне-зелёного цвета, напоминающие листья плюща.
Цветки имеют различные оттенки красного, розового, сиреневого и белого и могут быть как одиночными, так и махровыми. Цветение происходит в течение всего вегетационного периода.

## Распространение
Растение происходит из ЮАР, где его естественная область обитания — Капская провинция. Вид был также интродуцирован в другие регионы, включая Калифорнию (США), Канарские острова, Эквадор, юго-запад Мексики, Марокко и Пуэрто-Рико.

## Таксономия
Pelargonium peltatum (L.) L'Hér., первое упоминание в W.Aiton, Hort. Kew. 2: 427 (1789).

### Синонимы
Гомотипные (основанные на одном и том же номенклатурном типе):
- Dibrachya peltata (L.) Eckl. & Zeyh. (1835)
- Geraniospermum peltatum (L.) Kuntze (1891)
- Geranium peltatum L. (1753)

Гетеротипные (основанные на разных номенклатурных типах):
- Dibrachya clypeata Eckl. & Zeyh. (1835)
- Dibrachya scutata ((Sweet) Eckl. & Zeyh. (1835)
- Pelargonium bachmannii R.Knuth (1912)
- Pelargonium clypeatum (Eckl. & Zeyh.) Steud. (1841)
- Pelargonium hederifolium Salisb. (1796), nom. superfl.
- Pelargonium peltatum var. clypeatum (Eckl. & Zeyh.) Harv. (1860)
- Pelargonium peltatum var. glabrum Harv. (1860)
- Pelargonium peltatum var. scutatum ((Sweet)) Harv. (1860)
- Pelargonium scutatum (Sweet) (1821)
- Pelargonium scutatum DC. (1824), nom. illeg.

### Сорта
Некоторые сорта по данным Центрального сибирского ботанического сада:

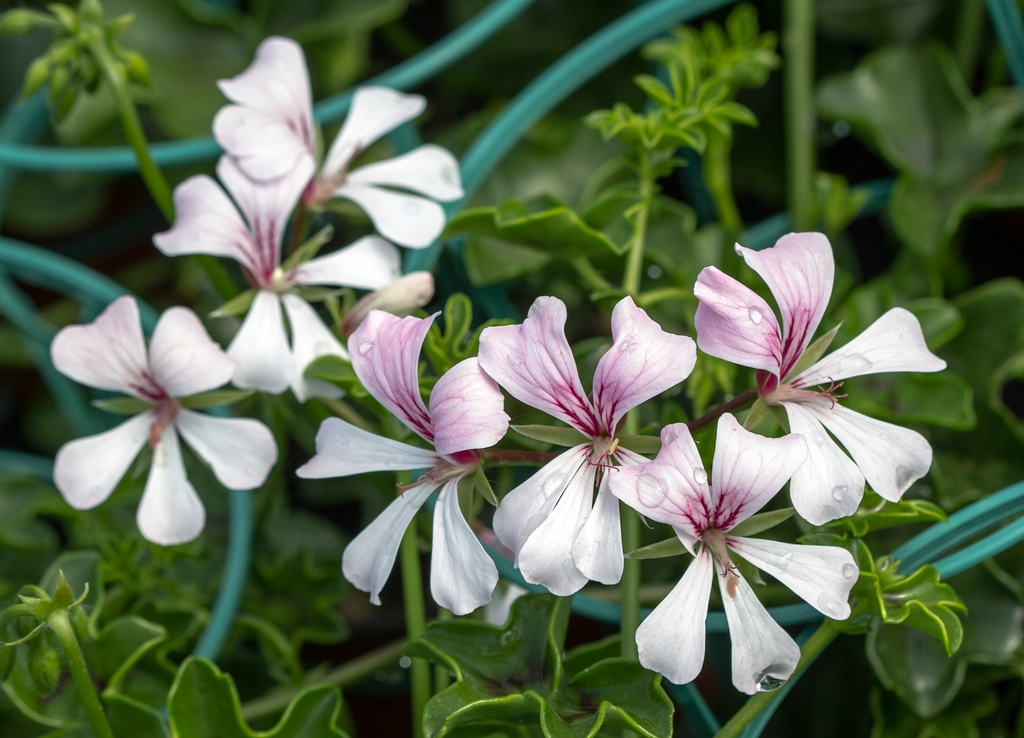
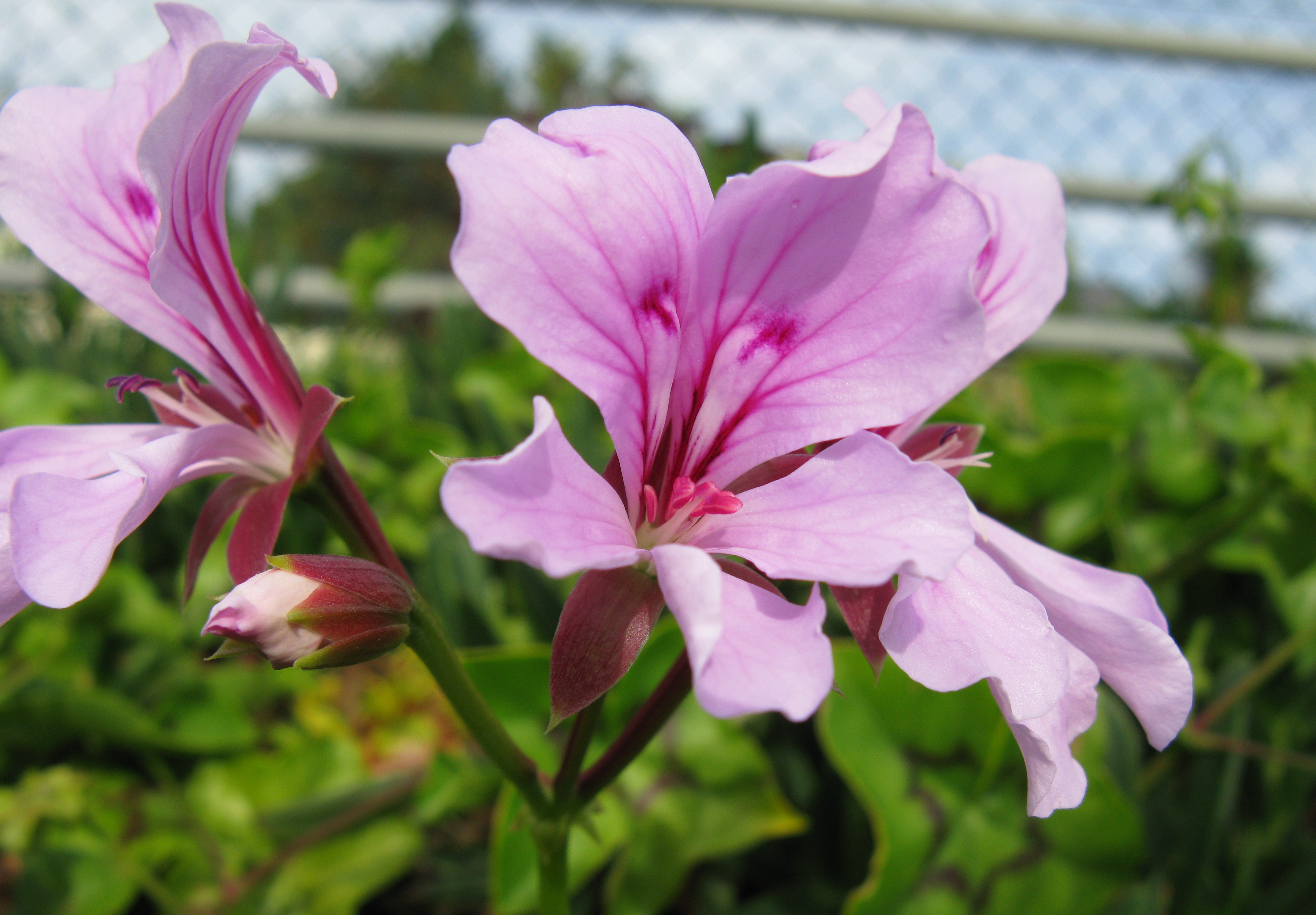
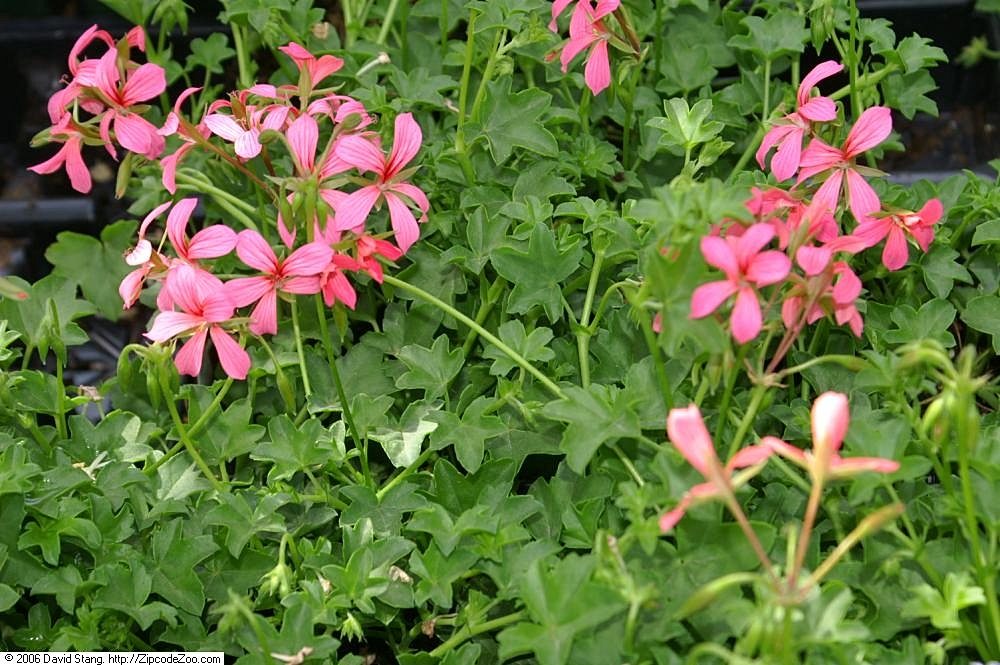
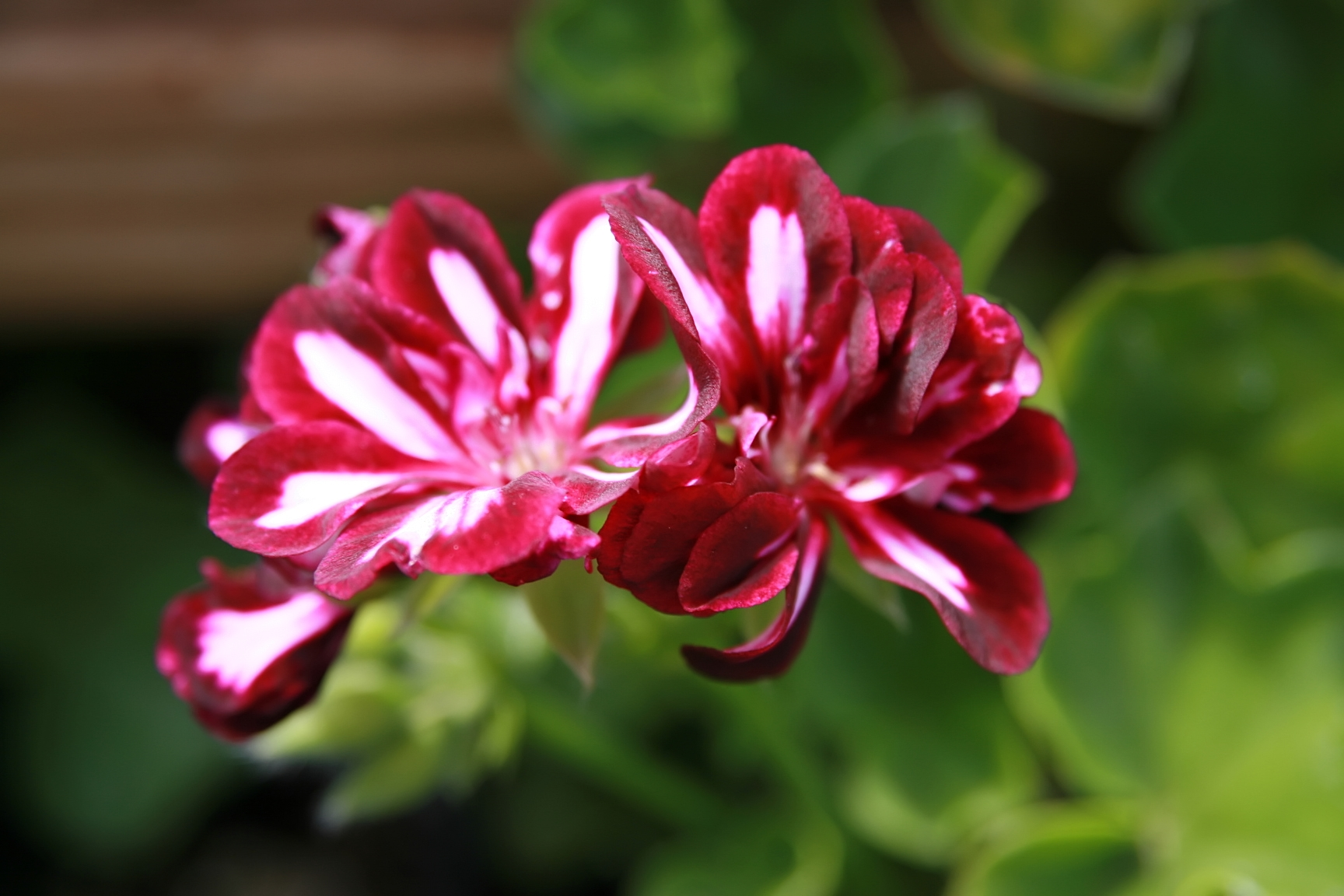
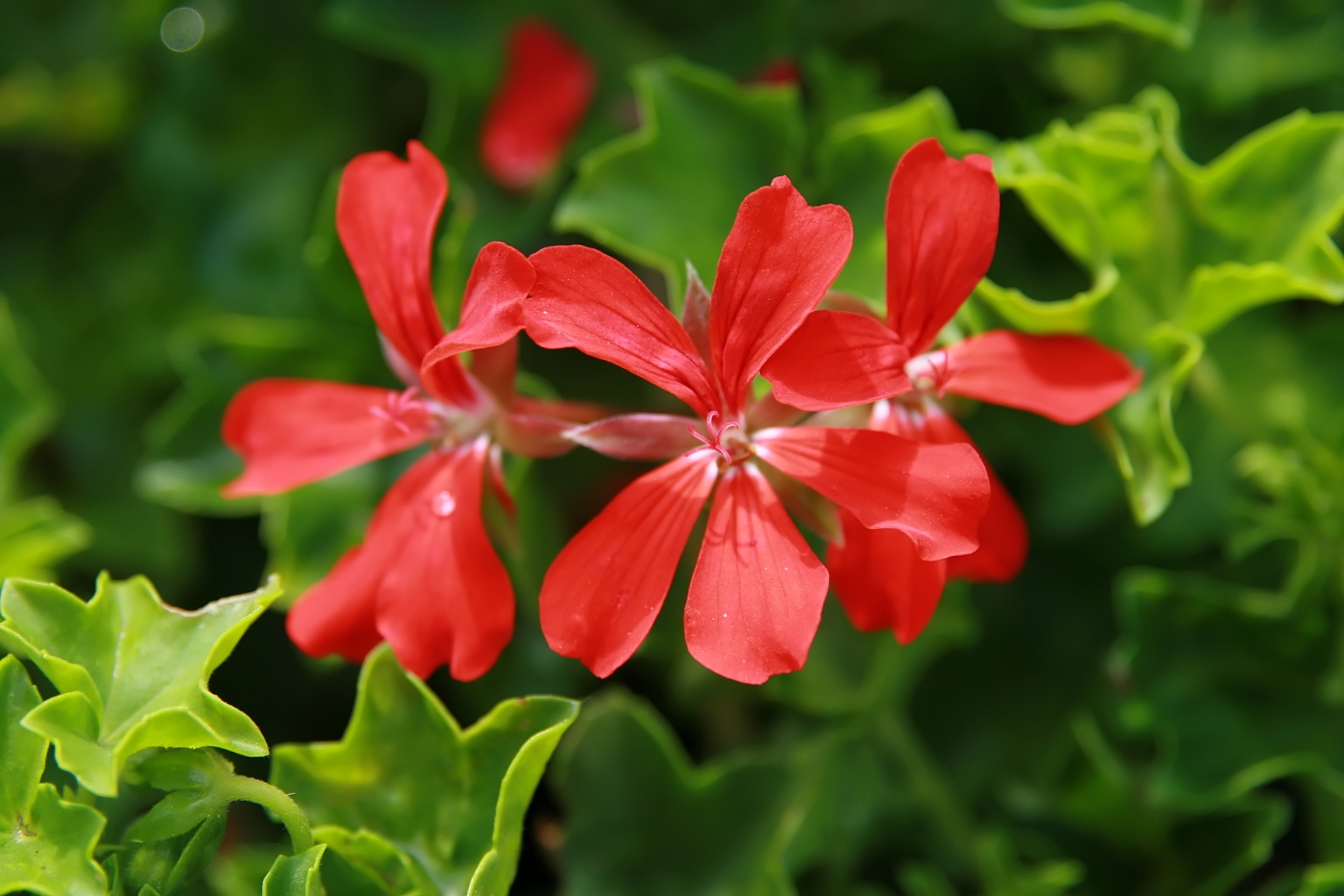
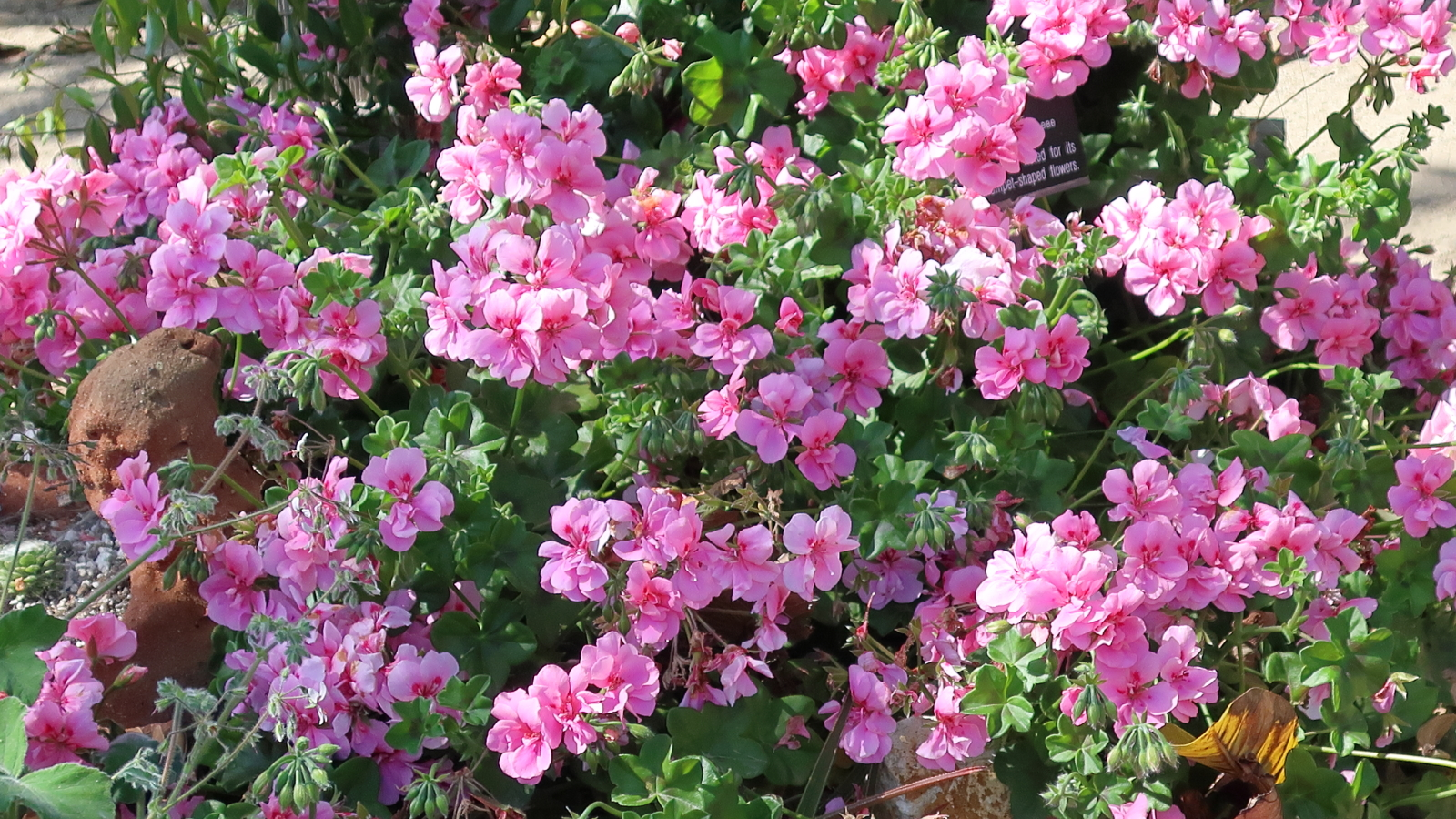

- Pelargonium peltatum 'Global Stars and Stripes'
- Pelargonium peltatum 'Woods Surprise'
- Pelargonium peltatum 'Crymson Supreme'
- Pelargonium peltatum 'Elegante'
- Pelargonium peltatum 'Vicky'
- Pelargonium peltatum 'Giroflee'
- Pelargonium peltatum 'La France'
- Pelargonium peltatum 'Mexico Tomcat'
- Pelargonium peltatum 'Red Sybil'
- Pelargonium peltatum 'Tomcat'
- Pelargonium peltatum 'Black Magic'
- Pelargonium peltatum 'Vill de Paris Rosa'
- Pelargonium peltatum 'Crocodile'
- Pelargonium peltatum 'Deep Red'
- Pelargonium peltatum 'Evka'
- Pelargonium peltatum 'Jackie'
- Pelargonium peltatum 'Mexico Granatit'
- Pelargonium peltatum 'Princess of Heart'
- Pelargonium peltatum 'Sibil Holmes'
- Pelargonium peltatum 'Tornado'
- Pelargonium peltatum 'Blanche Roche'

## Выращивание

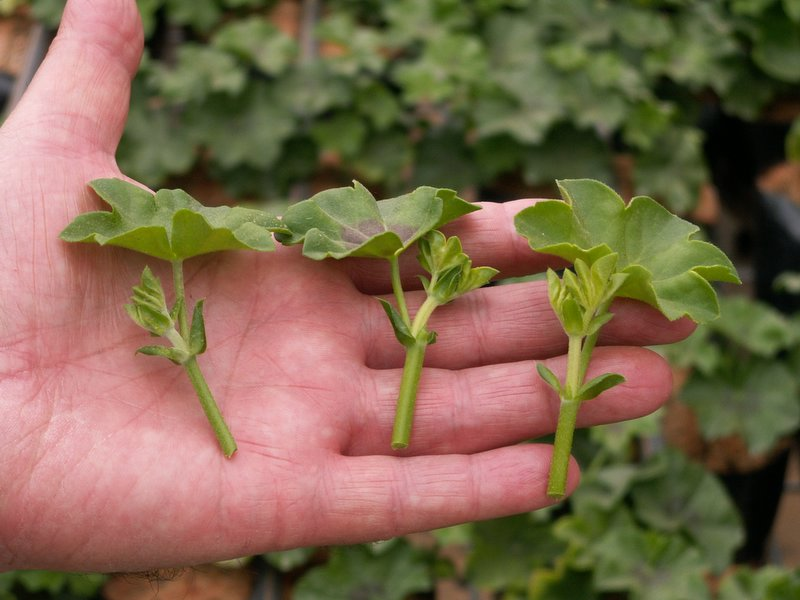
Черенки

Размножение очень просто и может осуществляться через черенки или семена.
Черенки можно брать весной или осенью, либо после периода цветения или посева. Рекомендуется использовать полуспелые стеблевые черенки, которые являются молодыми и здоровыми. Укоренение обычно занимает около 4 недель. После того, как черенки успешно укоренятся, их можно пересадить в хорошо дренированную почвенную смесь.
Семена также можно высевать в хорошо дренированную почвенную смесь. Рекомендуется осуществлять посев поздней осенью на глубину 2-3 мм. Появление всходов обычно происходит через 3-4 недели после посева.
Рекомендуется подкармливать и черенки, и саженцы органическими удобрениями. Влажные или дождливые периоды могут способствовать развитию грибковых инфекций. Если заметны признаки плесени или ржавчины, стоит опрыскивать растение соответствующим фунгицидом. Маленькие гусеницы могут повредить центр цветочных бутонов, поэтому необходимо принять меры для их контроля. Растение может процветать как в тени, так и на солнце, хотя на полном солнце оно цветёт более обильно. Пеларгония щитовидная также хорошо подходит в качестве земляного покрова под крупными деревьями. Для стимулирования активного цветения и поддержания растения в хорошей форме, следует удалять увядшие цветы. Осенью рекомендуется обрезать длинные стебли до уровня здоровых зелёных листьев. Такая обрезка позволит растению развиваться и цвести обильно.

## Применение

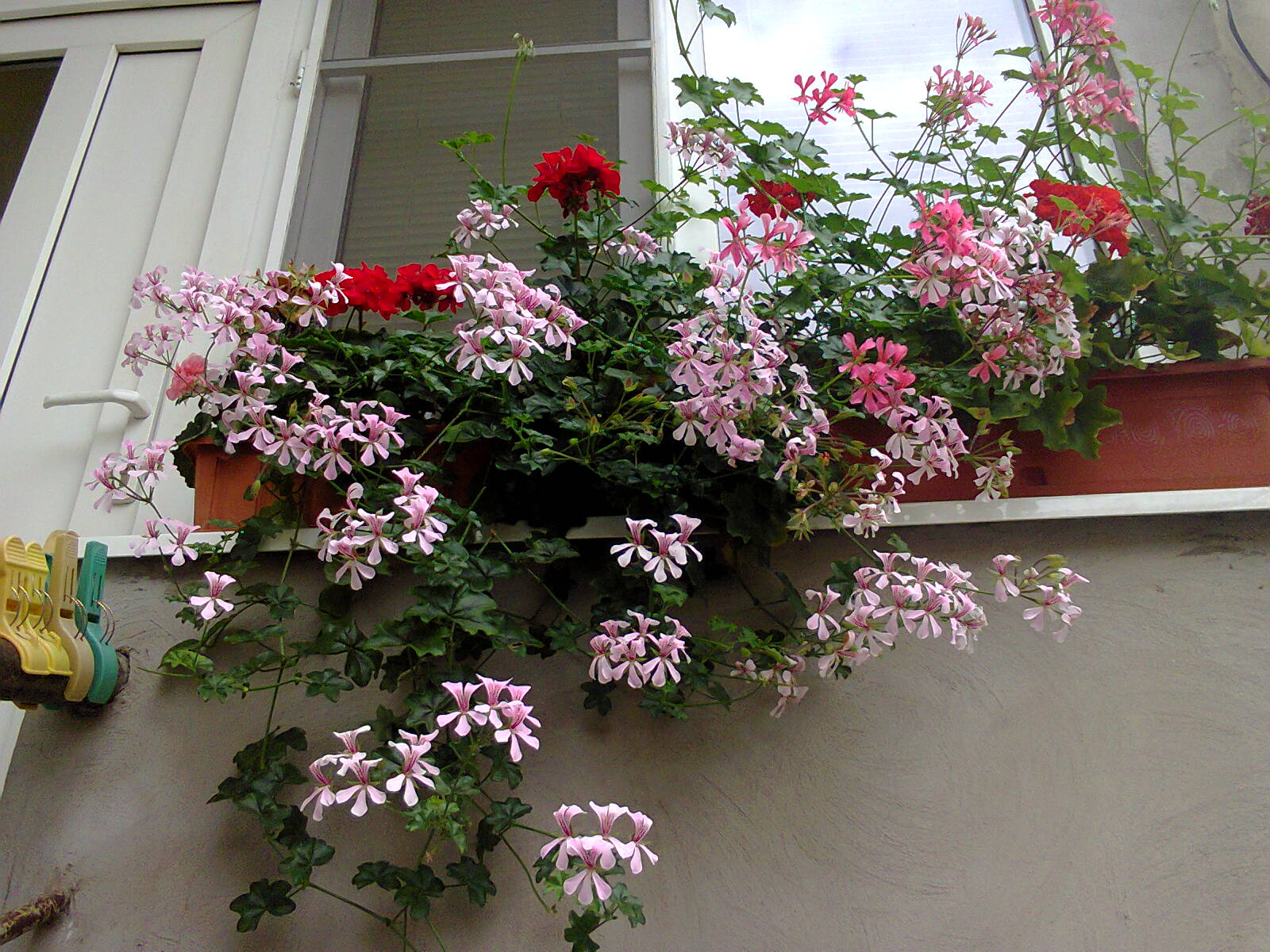
В культуре

Сок пеларгонии щитовидной обладает кислым вкусом и традиционно применяется для лечения болей в горле. Бутоны и молодые листья растения можно употреблять в пищу, они также помогают утолить жажду. Листья могут быть растёрты и использованы в качестве антисептика для царапин, ран, ссадин и незначительных ожогов.
Вид широко используются в садоводстве, и каждый год тысячи растений выращиваются для насаждений в оконных ящиках и других целях.